# Sudamericano Femenino 2003
Navigation
Édition précédente Édition suivante
Le Sudamericano Femenino 2003 est la quatrième édition du Sudamericano Femenino.
Le tournoi sert également à désigner les équipes sud-américaines qui participent à la Coupe du monde de football féminin 2003, le vainqueur et le finaliste de ce tournoi étant directement qualifiés pour la Coupe du monde.
Le tournoi se déroule en deux tours sur le modèle de tournois toutes rondes. Au premier tour, 9 des 10 équipes sont réparties dans 3 groupes de 3, le Brésil, champion sortant étant exempté.  Les trois vainqueurs de groupe retrouvent le Brésil en poule finale.

## Villes et stades retenus
| \| Loja Salta Lima \| | Lima               | Loja                               | Salta                            |
| --------------------- | ------------------ | ---------------------------------- | -------------------------------- |
| \| Loja Salta Lima \| | Estadio Monumental | Estadio Federativo Reina del Cisne | Estadio Padre Ernesto Martearena |
| \| Loja Salta Lima \| | Capacité: 80 093   | Capacité: 15 935                   | Capacité: 20 408                 |
| \| Loja Salta Lima \| |                    |                                    |                                  |
| Loja Salta Lima       |                    |                                    |                                  |

## Équipes participantes
Les dix équipes nationales de football affiliées à la CONMEBOL y participent.
| Équipes participantes | Équipes participantes | Équipes participantes | Équipes participantes | Équipes participantes |
| --------------------- | --------------------- | --------------------- | --------------------- | --------------------- |
| Argentine             | Bolivie               | Brésil                | Chili                 | Colombie              |
| Équateur              | Paraguay              | Pérou                 | Uruguay               | Venezuela             |

## Premier tour

### Groupe A
|   | Équipe  | Pts | J | G | N | P | Bp | Bc | Diff |
| - | ------- | --- | - | - | - | - | -- | -- | ---- |
| 1 | Pérou   | 6   | 2 | 2 | 0 | 0 | 5  | 2  | +3   |
| 2 | Bolivie | 3   | 2 | 1 | 0 | 1 | 8  | 4  | +4   |
| 3 | Chili   | 0   | 2 | 0 | 0 | 2 | 2  | 9  | -7   |

| 9 avril 2003 | Pérou                             | 3–1 | Bolivie      | Estadio Monumental, Lima |  |
|              | Salinas 18e 70e (pen.) · Mori 55e |     | Zamorano 34e |                          |  |

| 11 avril 2003 | Bolivie                                                                     | 7–1 | Chili             | Estadio Monumental, Lima |  |
|               | Zamorano 13e 20e 43e · Moreno 54e · E. Pérez 56e · S. Pérez 62e · Urgel 77e |     | Galvez 90e (pen.) |                          |  |

| 13 avril 2003 | Pérou                     | 2–1 | Chili      | Estadio Monumental, Lima |  |
|               | Bosmans 51e · Tristán 80e |     | Castro 44e |                          |  |

### Groupe B
|   | Équipe    | Pts | J | G | N | P | Bp | Bc | Diff |
| - | --------- | --- | - | - | - | - | -- | -- | ---- |
| 1 | Colombie  | 4   | 2 | 1 | 1 | 0 | 9  | 1  | +8   |
| 2 | Équateur  | 4   | 2 | 1 | 1 | 0 | 3  | 1  | +2   |
| 3 | Venezuela | 0   | 2 | 0 | 0 | 2 | 0  | 10 | -10  |

| 9 avril 2003 | Équateur       | 2–0 | Venezuela | Estadio Federativo Reina del Cisne, Loja |
|              | Villón 71e 90e |     |           |                                          |

| 11 avril 2003 | Colombie                                                                               | 8–0 | Venezuela | Estadio Federativo Reina del Cisne, Loja |
|               | Valencia 10e 86e · Imbachi 33e · Miranda 49e · Garzón 58e · Gutiérrez 80e · Munera 90e |     |           |                                          |

| 13 avril 2003 | Équateur  | 1–1 | Colombie     | Estadio Federativo Reina del Cisne, Loja |  |
|               | Campi 45e |     | Valencia 46e |                                          |  |

### Groupe C
|   | Équipe    | Pts | J | G | N | P | Bp | Bc | Diff |
| - | --------- | --- | - | - | - | - | -- | -- | ---- |
| 1 | Argentine | 6   | 2 | 2 | 0 | 0 | 11 | 0  | +11  |
| 2 | Paraguay  | 3   | 2 | 1 | 0 | 1 | 3  | 4  | -1   |
| 3 | Uruguay   | 0   | 2 | 0 | 0 | 2 | 1  | 11 | -10  |

| 9 avril 2003 | Argentine                    | 3–0 | Paraguay | Estadio Padre Ernesto Martearena, Salta |
|              | Jiménez 41e · Medina 65e 72e |     |          |                                         |

| 11 avril 2003 | Uruguay   | 1–3 | Paraguay                           | Estadio Padre Ernesto Martearena, Salta |  |
|               | Lemos 27e |     | Agüero 11e · Rodas 56e · Román 72e |                                         |  |

| 13 avril 2003 | Argentine                                                                 | 8–0 | Uruguay | Estadio Padre Ernesto Martearena, Salta |
|               | Jiménez 5e · Gatti 32e · Alvariza 35e (pen.) 79e · Medina 46e 49e 51e 81e |     |         |                                         |

## Poule finale
|   | Équipe    | Pts | J | G | N | P | Bp | Bc | Diff |
| - | --------- | --- | - | - | - | - | -- | -- | ---- |
| 1 | Brésil    | 9   | 3 | 3 | 0 | 0 | 18 | 2  | +16  |
| 2 | Argentine | 4   | 3 | 1 | 1 | 1 | 6  | 6  | 0    |
| 3 | Colombie  | 3   | 3 | 1 | 0 | 2 | 3  | 15 | -12  |
| 4 | Pérou     | 1   | 3 | 0 | 1 | 2 | 1  | 5  | -4   |

- Équipe qualifiée pour la Coupe du monde 2003 et pour les Jeux olympiques 2004
- Équipe qualifiée pour la Coupe du monde 2003

| 23 avril 2003 | Brésil                               | 3–2 | Argentine               | Estadio Monumental, Lima |  |
|               | Kátia 1re · Pretinha 7e · Rosana 54e |     | Gatti 49e · Almeida 71e |                          |  |

|  | Pérou | 0–1 | Colombie     | Estadio Monumental, Lima |
|  |       |     | Valencia 18e |                          |

| 25 avril 2003 | Colombie                  | 2–3 | Argentine                            | Estadio Monumental, Lima |  |
|               | Ordóñez 5e · Valencia 33e |     | Gómez 25e · Alvariza 43e · Gerez 71e |                          |  |

|  | Brésil                                 | 3–0 | Pérou | Estadio Monumental, Lima |
|  | Formiga 26e · Pretinha 30e · Marta 53e |     |       |                          |

| 27 avril 2003 | Brésil                                                                                               | 12–0 | Colombie | Estadio Monumental, Lima |
|               | Pretinha 7e 15e · Formiga 22e · Marta 34e 50e 70e (pen.) · Kátia 42e 44e 74e 82e 89e · Cristiane 80e |      |          |                          |

| 27 avril 2003 | Pérou     | 1–1 | Argentine  | Estadio Monumental, Lima |  |
|               | Dávila 7e |     | Medina 88e |                          |  |